# آنس ده لزار
آنس ده لزار (به فرانسوی: Anse des Lézards) یک منطقهٔ مسکونی در فرانسه است که در سن بارتلمی در کارائیب واقع شده‌است.